# 金融監理沙盒
金融監理沙盒（英語：Financial Regulatory Sandbox）是一種提供新興金融科技產品的實驗機制。概念源自於英国，中華民國則於2017年完成立法，正式引入此機制，成為首個訂立專法的國家。
監理沙盒提供業者於一定期間內，免取得相關證照且排除部分法規限制，對創新商品或服務於金融市场運作之可行性進行實驗，以減低新創業者為金融創新之顧慮及成本。因此，新興之金融商品或服務於發行前，進入「監理沙盒」進行實驗，對於業者具有避免刑事責任、維持商品之獨特性、增加廣告效益、創造使用者黏著、政府或主管機關積極協助訂定修正法規等之優勢。簡單來說就是讓新創業者進入官方監理的风险可控環境當中，盡可能測試金融創新業務及產品。

## 起源
金融監理沙盒之構想源於讓孩子於一個安全的沙池中玩耍、發揮創意之概念。係指於風險規模得以辨識可控之模擬環境下，讓業者盡情測試其創新產品或服務乃至於商業模式，並與監理者進行高度互動、密切協作，共同解決實驗過程中所發現或產生之監理與法制面議題。亦即，透過金融監理沙盒機制之設計，可將創新金融科技對於法律、市場、競爭樣態、消費者保護等議題，設計於得受到控制並改正之監理範圍內，以進行實驗之方式，解決創新金融商品或服務所帶來之法制與市場衝擊。
英國金融行為監管局 於2015年11月提出「Financial Regulatory Sandbox」之倡議文件，提供企業發展創新金融服務及產品之「安全實驗場所」，並於2016年4月率先推動，新加坡、香港、澳洲等國隨後陸續跟進，其最大之共通點在於皆係以非屬法律性質之文件或指引等規定方式推動政策。在台灣，於2017年底立法院三讀通過了《金融科技發展與創新實驗條例》（下稱「創新實驗條例」），成為全球第一個將金融監理沙盒制度成立專法之國家。
2017年12月29日中華民國立法院三讀通過《金融科技發展與創新實驗條例》，即俗稱「監理沙盒（Regulatory Sandbox）法律」，2018年1月31日公布，並於2018年4月30日正式施行。同時，修正增訂《銀行法》第22條之1、《證券交易法》第44條之1、《期貨交易法》第5條之1、《證券投資信託及顧問法》第6條之1、《保險法》第136條之1、《信託業法》第3條之1、《電子票證發行管理條例》第5條之2、《電子支付機構管理條例》第3條之1，以促進普惠金融及金融科技發展。

## 功能
監管沙盒的出現是政府為了因應金融科技的快速發展而制定出來的機制，因為很多金融科技公司屬於破壞式創新的公司，這些公司試圖打破業界原有的制度、嘗試建立起新的遊戲規則，而這樣的嘗試通常伴隨著法規上的罰則和限制，或是根本無法可管。因此，英國政府打造了一個安全空間讓新創公司可以在裡面進行實驗，讓新創公司可以在裡面盡情的嘗試新服務、功能，除此之外政府也可以在監管沙盒內與公司一同研擬在創新過程中可能需要面對的法律、商業問題。
總結來說，金融監理沙盒主要功能在於促進負責任創新（Responsible Innovation），提供業者於較低監理密度但具備條件限制之範圍，實驗創新商品、服務或商業模式，以確保其未來得順利於市場上運作，並有效增進消費者利益。少了複雜的金融法規規範，新創業者或金融機構得於實驗過程中了解其可能觸及之法規、該產品或服務之可行性、所可能帶來的各種風險等，進而降低新創業者推廣創新產品或服務之成本，減輕其負擔。對於監理者而言，金融監理沙盒得助其進一步瞭解創新金融商品或服務之發展，以及可能對消費者與金融體系帶來之風險，以促使監理機關能迅速更近，制定相應之監理標準。